# 공윤희
공윤희(1995년 3월 12일 ~ )는 대한민국의 배구 선수이다.

## 이력
프로소속팀은 흥국생명 핑크스파이더스로 2013년 신인 드래프트에서 1라운드 1순위로 지명되었다.
수비가 좋고 리시브가 안정적인 것이 장점이다. 외모덕에 선수들과 팬들사이에서 만화영화 『둘리』에 나오는 둘리여자친구인 공실이라는 별명으로 불린다.
2019년 9월 6일 한국배구연맹에 임의탈퇴 신분이 되었다.

## 경력
- 강릉여자중학교 졸업
- 세화여자고등학교 졸업
- 2013년 신인드래프트 1라운드 1순위로 흥국생명 핑크스파이더스입단
- 13-14시즌 V리그 신인왕후보

## 수상 경력
- 2009년 제20회 CBS남녀중고배구대회 여중부 최우수선수
- 2012년 태백산배전국남녀중고배구대회 여고부 공격상

## 같이 보기
- 고유민 - 배구선수 동기